# Long Bình Tân
Long Bình Tân là một phường thuộc thành phố Biên Hòa, tỉnh Đồng Nai, Việt Nam.

## Vị trí địa lý
Phường nằm về phía nam thành phố Biên Hòa, bên sông Đồng Nai, cách trung tâm thành phố khoảng 7 km, có 2 quốc lộ chính đi qua là Quốc lộ 1 và Quốc lộ 51.
- Phía đông giáp các phường Long Bình, Phước Tân
- Phía tây giáp phường Long Bình, thành phố Thủ Đức, Thành phố Hồ Chí Minh và phường Bình Thắng, thành phố Dĩ An, tỉnh Bình Dương qua sông Đồng Nai
- Phía nam giáp phường An Hòa và xã Long Hưng
- Phía bắc giáp phường An Bình.

Phường Long Bình Tân diện tích 11,44 km², dân số năm 2017 là 57.427 người, mật độ dân số đạt 5.020 người/km².
Phường còn có 1 cù lao giữa sông Đồng Nai là cù lao Ba Xê.

## Hành chính
Phường Long Bình Tân được chia thành 7 khu phố: 1, 2, 3, 3A, Bình Dương, Long Điềm, Thái Hòa.

## Lịch sử
Trước đây, phường Long Bình Tân được chia thành 6 khu phố: 1, 2, 3, Bình Dương, Long Điềm, Thái Hòa.
Ngày 29 tháng 12 năm 2016, Uỷ ban Nhân dân tỉnh Đồng Nai ban hành Quyết định 4547/QĐ-UBND, trong đó thành lập khu phố 3A trên cơ sở một phần diện tích khu phố 3.